# Lockheed Martin F-22 Raptor
El Lockheed Martin/Boeing F-22 Raptor és un avió de caça monoplaça i bimotor de cinquena generació desenvolupat per a les Forces Aèries dels Estats Units (U.S.A.F.) i que va estar en producció entre 1996 i 2011. El contractista principal, Lockheed Martin, va construir la majoria dels sistemes d'armament i fuselatge de l'F-22 i va fer el muntatge final, mentre que el soci del programa Boeing va proporcionar les ales, el fuselatge de popa, la integració d'aviònica i els sistemes d'entrenament.
Està dissenyat per penetrar a l'espai aeri enemic i tenir la capacitat de veure primer (first look), disparar primer (first shot), i matar primer (first kill), contra múltiples objectius. El F-22 Raptor es caracteritza per la seva invisibilitat als radars, alta maniobrabilitat, avançats sistemes aviònics i un rendiment aerodinàmic que li permet tenir una velocitat de creuer supersònica sense la necessitat de la postcombustió.
Tres característiques remarcables són:
- Sigilositat (stealth): Gran increment de les probabilitats desupervivència i de la capacitat letal al no proporcionar a l'enemic la informació crítica requerida per atacar amb èxit al F-22 Raptor.
- Aviònica integrada: Permet als pilots del Raptor un coneixement sense precedents de les forces enemigues al fusionar la informació no fixa disponible.
- Súpercreuer: Incrementa l'efectivitat de l'armament, permet un trànsit ràpid a través de l'espai de la batalla, redueix el temps que té l'enemic per contra atacar.

El motor del F-22 Raptor és considerat el primer a tenir la capacitat de volar més ràpid que el so en períodes llargs de temps sense l'alt consum de combustible que caracteritza als avions que fan servir la postcombustió per aconseguir velocitats supersòniques. Igualment, té una alta eficiència de consum a baixes velocitats.
L'any 2011 els Raptor van haver de deixar de volar durant diversos mesos al descobrir-se un problema amb el sistema de generació d'oxigen del pilot. S'hi va treballar durant més d'un any per identificar l'origen d'aquest problema que havia provocat diversos casos d'hipòxia i, almenys, un accident mortal.
A principis del mes de maig de 2012, Lockheed Martin lliurava el darrer dels 187 aparells adquirits per la Força Aèria dels EUA. S'havia previst que la Força Aèria comprés 650 avions, però per problemes de pressupost aquest nombre va ser retallat.

## Constructors i subcontractistes

### Constructors
- Lockheed Martin Aeronautical Systems: Administració del programa F-22, secció i fuselatge davanter (incloent-hi la cabina de pilotatge i accés), vores davanteres de les ales, alerons, flaps, estabilitzadors, tren d'aterratge, i muntatge final de l'avió.
- Lockheed Martin Tactical Aircraft Systems: Fuselatge central, administració de magatzem, sistemes electrònics integrats de navegació i guerra (integrated navigation and electronic warfare systems I.N.E.W.S.), les comunicacions, sistemes d'identificació (C.N.I.), i el sistema de suport d'armes.
- Boeing: Ales, i fuselatge posterior (incloent-hi les estructures necessàries per a la instal·lació de toveres i del motor), desenvolupament i proves del sistema de radar, integració de l'aviònica, sistema d'entrenament, i el desenvolupament i administració dels vols de prova.
- Pratt & Whitney: Els motors de reacció.

### Principals subcontractistes
(Llista parcial): Northrop Grumman, Texas Instruments, Kidde-Graviner Ltd., Allied-Signal Aerospace, Hughes Radar Systems, Harris, Fairchild Defense, GEC Avionics, Lockheed Sanders, Kaiser Electronics, Digital Equipment Corp., Rosemount Aerospace, Curtiss-Wright Flight Systems, Dowty Decoto, EDO Corp., Lear Astronics Corp., Parker-Hannifin Corp., Simmonds Precision, Sterer Engineering, TRW, XAR, Motorola, Hamilton Standard, Sanders/GE Joint Venture, Menasco Aerospace.

### Personal (aproximat)
U.S.A.F. Program Office, 350; Lockheed Martin Aeronautical Systems, 1,100; Boeing, 1,400; Lockheed Martin Tactical Aircraft ystems; 1,500; Pratt & Whitney, 1,000.

## Especificacions

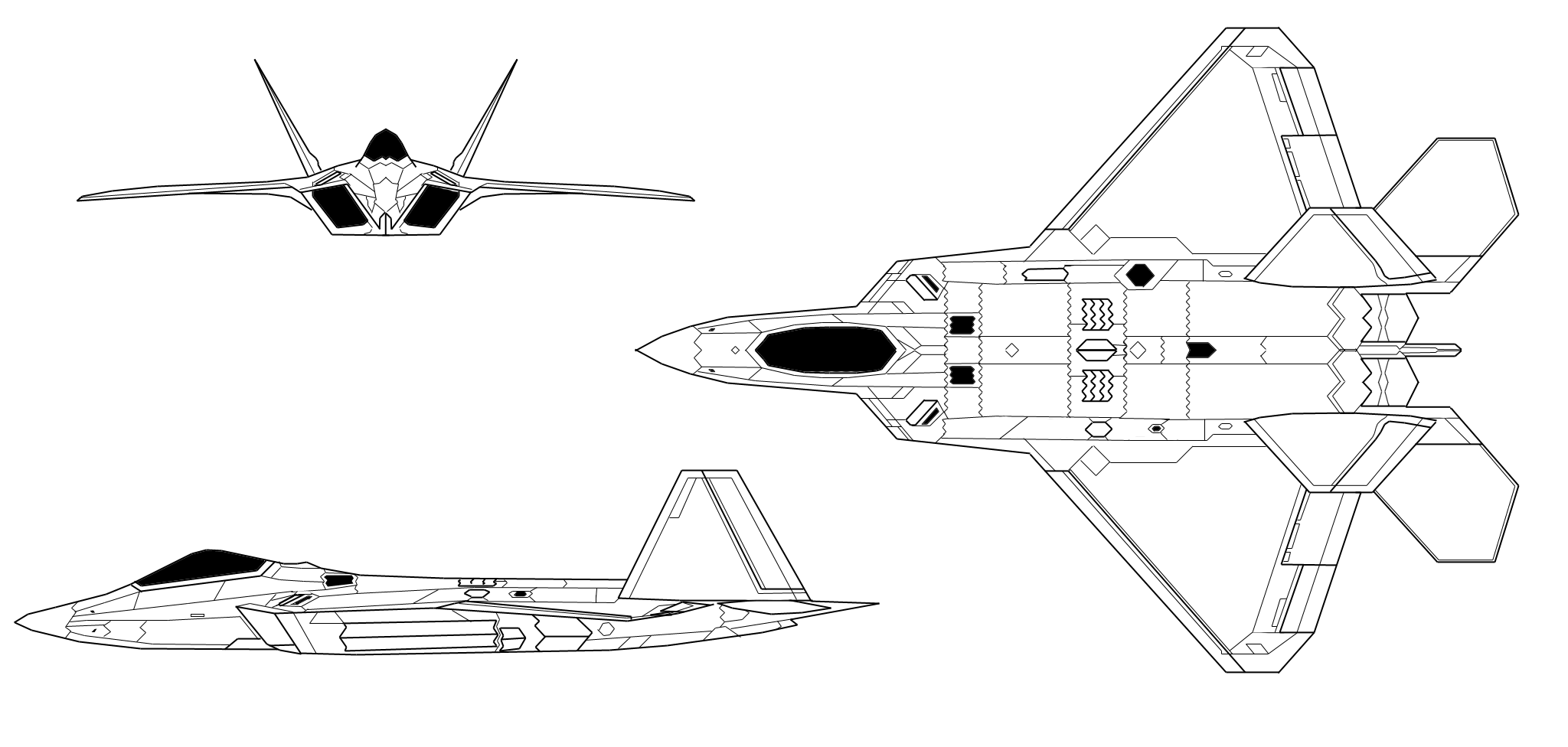
Vista en les tres direccions del Lockheed Martin F-22 Raptor

Funció primària: Caça de superioritat aèria
Motors: 2 motors Pratt & Whitney F119-PW-100
Empenyiment: 15.876 kg
Velocitat: Màxima: 2.910 km/h (Match 2,85); Súpercreuer: 1836 km./h (Match
1,5)
Longitud: 18,90 m
Alçada: 5,08 m
Envergadura: 13,56 m
Superfície de les ales: 77,1 m²
Envergadura derives de cua: 8,84 m
Radi de combat: 1.285 km
Sostre de vol: 19.812 m
G límit: + 9 G
Pesos:
- Buit: 14.061 Kg.
- Màxim en enlairar-se: 27.216 Kg.

Tripulació: 1